# Peter Tóth (Elektroingenieur)
Peter Toth (* 22. Mai 1932 in Budapest; † 17. November 2015 in Herrliberg) war ein Schweizer Elektroingenieur und Erfinder ungarischer Abstammung. Er war der Entwickler einer der ersten Schweizer Digitalcomputer in Transistortechnik.

## Leben
Peter Tóth wuchs in Budapest auf. Er entstammte einer adeligen, protestantischen Familie. Nach dem Zweiten Weltkrieg und dem Beginn der kommunistischen Herrschaft bangte er um seine erwünschte Ausbildung zum Elektroingenieur. Trotz seiner Herkunft fand er eine Anstellung in einem staatlichen Elektrotechniklabor. Er floh 1948 nach Wien. Von dort machte er sich auf den Weg nach Israel, wo ihm zionistische Freunde eine freundliche Aufnahme versprachen. In Haifa fand er Arbeit in einem Forschungslabor des israelischen Verteidigungsministeriums. Als Elektroingenieur ohne bisherige formale Ausbildung konnte er an der Entwicklung eines Feuerleitsystems für Schiffskanonen mitwirken. Er holte eine Ingenieurausbildung am Israel Institute of Technology (Technion) in Haifa nach.
Der Arbeitgeber ermöglichte ihm ein Auslandsemester an der University of Manchester. Dort war zu jener Zeit eine führende Gruppe von Computerwissenschaftlern wie Alan Turing und Tom Kilburn tätig. Nachdem sein Bruder sich in der Schweiz niedergelassen hatte, zog Peter Toth 1957 ebenfalls in die Schweiz.
In einem Referenzschreiben wurde bestätigt, dass er als Forschungsoffizier für das israelische Verteidigungsministerium gearbeitet hatte. Er sprach bei Max Lattmann, dem Technischen Direktor der Contraves AG, vor. Ihm schlug er vor, einen Digitalcomputer mittels Transistoren, Dioden, passiven Komponenten und Magnetkernspeichern zu bauen. Der Rechner sollte in einem Feuerleitsystem zum Einsatz kommen. Nach Vorabklärungen begann Toth 1961 den Bau eines Prototyps. Im Frühling 1963 konnte die Cora 1 als einer der erster volltransistorisierten Digitalrechner der Schweiz in Betrieb genommen werden.
Anlässlich der  Schweizerischen Landesausstellung Expo 1964 in Lausanne wurde dieser volltransistorisierte Digitalcomputer Cora 1 öffentlich vorgeführt, allerdings sahen die Zuschauer nur einen durch Cora 1- gesteuerten Zeichentisch. In der Folge wurden 60 derartige Computer gebaut. Sie kamen in Hochschulen und Verwaltungen zum Einsatz, nicht jedoch als Feuerleitsystem. Um weitere Anwendungen zu erschliessen, mussten entsprechende Programme geschrieben werden.
Später wurde von einem nun vergrösserten Entwicklungsteam der Nachfolgecomputer Cora 2 unter der Leitung von Peter Blum (1939-2021) entwickelt, bei welchem nunmehr auch integrierte Schaltungen zum Einsatz kamen. In den 1970er-Jahren wurde Cora 2 Bestandteil des Skyguard-Flugabwehrsystems.
Toth war noch im Jahr 2000 an Verbesserungen von Feuerleitsystemen beteiligt.
Toth hinterliess seine Schweizer Ehefrau und drei erwachsene Kinder.